# Reggae Rap
El rap reggae es una fusión musical que combina elementos del reggae con el rap, creando un estilo único que ha ganado popularidad en diversas partes del mundo, incluyendo España y América Latina. Este subgénero mezcla las características rítmicas y melódicas del reggae con la lírica rápida y directa del rap, resultando en un sonido que mantiene la esencia del reggae mientras adopta la estructura y la actitud del rap. 

## Historia

#### Orígenes y desarrollo
El rap reggae tiene sus raíces en la cultura jamaicana y en la diáspora caribeña, donde el toasting una forma de rapear sobre ritmos reggae se desarrolló en paralelo al nacimiento del hip-hop en Estados Unidos. A finales de los años 70 y principios de los 80, este estilo comenzó a tomar forma con artistas como U-Roy y Big Youth, quienes inspiraron a raperos y músicos a fusionar ambos géneros.

##### En España
En España, el Rap Reggae comenzó a tomar fuerza en la década de 1990, cuando la cultura del hip-hop se expandió en el país. En ese momento, varios artistas comenzaron a experimentar con la mezcla de ritmos de reggae y dancehall con rimas en español, creando un sonido nuevo que resonaba con la juventud de la época. Artistas como Morodo, Swan Fyahbwoy, y Rapsusklei han sido fundamentales en la popularización de este estilo en el país.

##### En América Latina
En América Latina, el Rap Reggae también ha florecido, especialmente en países como México, Argentina, Chile, y Colombia. La región tiene una rica tradición de música reggae, que se entrelaza con el crecimiento del hip-hop. Artistas como Gondwana en Chile, Alika y Los Cafres  en Argentina, y Movimiento Original en Chile han explorado esta fusión, creando una escena robusta de Rap Reggae. En México, Antidoping han contribuido a la expansión del género, mientras que en Colombia, Alerta Kamarada es una de las bandas más reconocidas por mezclar reggae y rap.
En el Caribe, especialmente en Puerto Rico, el Rap Reggae ha influenciado fuertemente el desarrollo del reguetón. Artistas como Vico C y Tego Calderón incorporaron elementos de reggae en sus primeros trabajos, sentando las bases para la evolución del reguetón como un género independiente.

#### Influencia cultural y social
El Rap Reggae en España y América Latina ha sido más que una simple forma de entretenimiento; se ha utilizado como una herramienta poderosa para la expresión social y política. Las letras de los artistas suelen abordar temas como la resistencia, la justicia social, la crítica al sistema, y la celebración de la identidad cultural. Este enfoque ha permitido que el Rap Reggae se conecte con un público diverso, que ve en la música una forma de expresar sus propias luchas y aspiraciones.

#### Artistas y bandas destacadas
Entre los artistas y bandas que han trabajado en la fusión de rap y reggae, destacan:
- España: Morodo, Swan Fyahbwoy, Rapsusklei, Green Valley.
- Chile: Gondwana, Movimiento Original.
- Argentina: Alika, Los Cafres.
- México: Antidoping, Los Rastrillos
- Colombia: Alerta Kamarada.
- Puerto Rico: Vico C, Tego Calderón.

## Festivales y eventos
Los festivales de reggae y hip-hop en España, América Latina y el Caribe han sido plataformas importantes para la difusión del Rap Reggae. En España, eventos como el Rototom Sunsplash y el Viña Rock han jugado un papel clave. En América Latina, festivales como el Jamming Festival en Colombia, Non Stop Ska! en México, y el Cosquín Rock en Argentina han destacado la presencia de artistas de Rap Reggae.

## Escena contemporánea
Hoy en día, el Rap Reggae sigue siendo una parte vibrante de la escena musical en España y América Latina, con nuevos artistas emergiendo y aportando su propia visión al género. La fusión de reggae y rap continúa evolucionando, integrando influencias de otros géneros como el trap, la música electrónica, y el reguetón, lo que asegura la relevancia y el crecimiento continuo de esta forma musical.